# 마이들링
마이들링(독일어: Meidling)은 오스트리아 빈의 제 12구역이다.